# 多门尼克·莫内加里奥
多门尼克·莫内加里奥（威尼斯语：Domenico Monegario），是第六任威尼斯总督。他在伦巴第王德西德利乌斯的支持下当选。但为了与拜占庭帝国和法兰克卡洛林王朝保持良好关系，威尼斯共和国另选了两位副官以限制总督职权。莫内加里奥任内，威尼斯商业开始兴起，商人远至爱奥尼亚和黎凡特。他因拒绝满足拜占庭要求而被罢黜、致盲和流放。